# Thagria aciculara
Thagria aciculara är en insektsart som beskrevs av Li och Wang 2002. Thagria aciculara ingår i släktet Thagria och familjen dvärgstritar. Inga underarter finns listade i Catalogue of Life.